# Szalony Koń
Szalony Koń, właśc. Tȟašúŋke Witkó w standardowej ortografii Dakotów (co znaczy: jego koń jest nieposkromiony) (ur. 4 grudnia 1849, zm. 5 września 1877) – wódz Indian z plemienia Oglalów, należących do konfederacji Dakotów Tetonów (Siuksów), którzy uważali go za duchowego przywódcę. Jego misją było ratowanie niezależności Siuksów Dakota i ich obrona przed ekspansją USA na Wielkie Równiny.

## Życiorys
Urodził się w obecnej Dakocie Południowej, niedaleko Rapid City. Data urodzenia nie jest pewna – podaje się także rok 1842. Był synem szamana i bratankiem wodza Cętkowanego Ogona, który zgodził się sprzedać władzom odkryte przez siebie złoża złota w Black Hills za 60 000 000 dolarów, jednak kwota okazała się zbyt wysoka i nie przyjęto jej. Już w młodości zyskał sławę wielkiego wojownika, zanim to jednak osiągnął, zdołał przed ukończeniem 12. roku życia zabić bizona i otrzymać własnego wierzchowca. W sierpniu 1854 był świadkiem masakry dokonanej przez żołnierzy amerykańskich: widział zastrzelenie wodza Walecznego Niedźwiedzia przez amerykańskiego porucznika w obozie Siuksów w pobliżu Laramie i zobaczył, jak w akcie odwetu Siuksowie wybili wszystkich podkomendnych tego porucznika. Z kolei w 1855 ocalał z pogromu Siuksów dokonanego przez ekspedycję karną pod dowództwem generała Williama S. Harneya. Następne kilka lat spędził na podkradaniu koni plemieniu Wron, a w wieku 20 lat stał na czele własnej grupy wojowników.
W 1865 roku sprzeciwił się zbrojnie planom wybudowania drogi do złotonośnych pól w Montanie: połączył swe siły z wodzem Dakotów Czerwoną Chmurą, dzięki czemu wyrobił sobie wysoką pozycję wśród Siuksów. W 1866 odegrał decydującą rolę w zniszczeniu oddziału Williama J. Fettermana w Forcie Phil Kearny. W 1868 Czerwona Chmura podpisał z USA traktat pokojowy, którego Szalony Koń nie uznał, nie chcąc zaprzestać walki. Wycofał się na tereny oddane na mocy układu pokojowego Siuksom i został wodzem Oglalów oraz niektórych Brulé. Jego współplemieńcy usiłowali żyć tradycyjnym stylem Dakotów. Ich codziennością stało się myślistwo, rybołówstwo i walki z innymi plemionami Indian. W tym czasie Szalony Koń ożenił się z kobietą z plemienia Szejenów oraz z kobietą z plemienia Oglalów. Próbował przeszkodzić penetrowaniu terenów Dakotów dokonywanemu przez Amerykanów. W 1873 zaatakował mierniczych, których ppłk George Custer wysłał do Black Hills. Gdy w 1874 odkryto tam złoto, Szalony Koń odmówił opuszczenia terenów przyznanych Siuksom, które stały się obiektem zainteresowania poszukiwaczy złota. Doprowadziło to do zwycięskiej dla Indian bitwy nad Powder Creek, 17 czerwca 1876, w której pokonany został generał George Crook, po czym Szalony Koń wyruszył na północ i sprzymierzył się z wodzem Siedzącym Bykiem: przyłączył się do niego i był jednym z głównych wodzów oraz autorów zwycięstwa 25 czerwca w bitwie nad Little Bighorn, podczas której poległ ppłk George Custer.
Po zwycięstwie Dakotów i wycofaniu się Siedzącego Byka do Kanady Szalony Koń powrócił z resztą plemienia w rodzinne strony – jednak ścigany przez generała Crooka kontynuował walkę z Amerykanami, tym razem przeciwko generałowi Nelsonowi Milesowi. 8 stycznia 1877 nad rzeką Tongue w południowej Montanie Szalony Koń natarł z zaskoczenia z 800 wojownikami, lecz ukryte w wozach przez Milesa działa sprawiły, że Szalony Koń podjął odwrót w stronę urwiska, po czym uciekł ze swoją armią pod osłoną śnieżycy, gdy żołnierze Milesa przeszli do kontrataku. 5 maja 1877 Szalony Koń zjawił się w Forcie Robinson w rezerwacie Red Cloud w północno-zachodniej Nebrasce na czele około 800 wygłodzonych i obdartych wojowników. Poddał się wówczas Crookowi nakłaniany do tego przez swego wuja – Pstrego Ogona – i mając wzgląd na stan swoich ludzi. Nie chciał wyjechać z rezerwatu w celu spotkania się z amerykańskim prezydentem Rutherfordem Hayesem. Ostatecznie jednak musiał chwilowo opuścić rezerwat, aby zawieźć chorą żonę do jej rodziców. Wtedy stanął mu na drodze generał Crook, który – obawiając się podejmowania przez Szalonego Konia działań wojennych – wydał nakaz aresztowania go. Ten pozwolił się zatrzymać bez oporu, lecz gdy zdał sobie sprawę, że internują go w Forcie Robinson w Nebrasce, próbował się uwolnić i uciec. W trakcie szamotaniny wartownik dźgnął go śmiertelnie bagnetem.
Szalony Koń miał w dzieciństwie wizję, wedle której wysłannik Wielkiego Ducha miał mu zagwarantować, że „nie zginie on od kuli”. Indianin znany był z tego, że brawurowo szarżował na nieprzyjaciół, bardzo często znaczniej narażając się na niebezpieczeństwo śmierci niż inni wojownicy. Zanim otrzymał przydomek, już wcześniej, wśród innych, znany był jako „dziwny człowiek”.

## Upamiętnienie
Wykuwany w skale ogromny pomnik Szalonego Konia, autorstwa rzeźbiarza polskiego pochodzenia Korczaka Ziółkowskiego, można obejrzeć niedaleko Custer City w hrabstwie Custer stanu Dakota Południowa.